# Monastero di San Michele in Bosco
Il monastero di San Michele in Bosco (San Michêl in Bôsc in bolognese) è un'ex abbazia olivetana della città di Bologna, localizzato su una collina a ridosso del centro storico.
Il complesso è costituito dalla chiesa di San Michele in Bosco e dall'adiacente monastero, residenza del Re d'Italia e successivamente acquistato nel 1880 dal chirurgo Francesco Rizzoli e donato alla Provincia di Bologna affinché vi realizzasse un centro specializzato in ortopedia, l'attuale Istituto Ortopedico Rizzoli.

## Chiesa

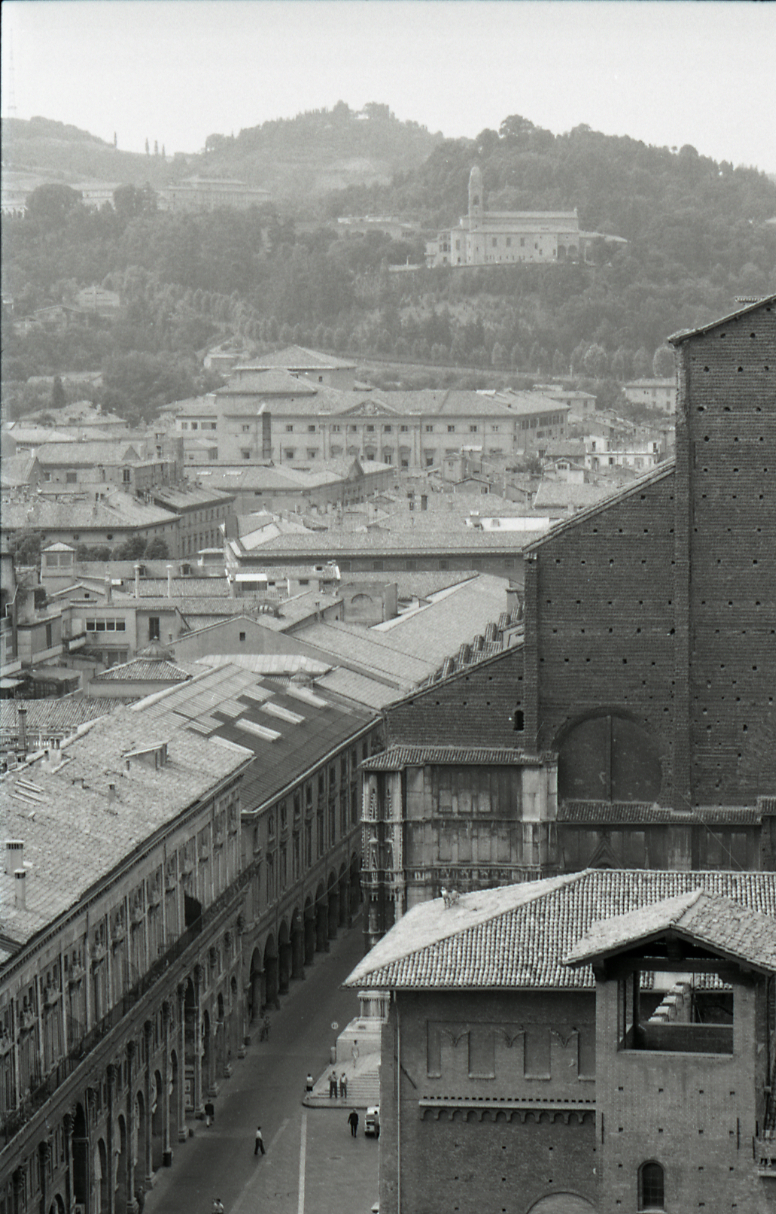
Il complesso (in alto) visto dal centro di Bologna. Foto di Paolo Monti, 1969

Già sede di strutture monastiche di epoca medievale (IV secolo circa) il complesso vide nel 1364 l'insediamento dei monaci Olivetani, per volontà di papa Urbano V. Questi ultimi, dopo la distruzione della chiesa avvenuta nel 1430, la ricostruirono in fasi successive, terminandola sostanzialmente nel 1523. La facciata rinascimentale è opera dell'architetto ferrarese Biagio Rossetti e della scuola, il portale marmoreo, invece, del Peruzzi. All'interno abbiamo una struttura caratterizzata una sola navata, con quattro cappelle laterali e un presbiterio chiuso da transenne.
Nella chiesa vi è un organo a canne costruito nel 1524-1526 da Giovanni Battista Facchetti e successivamente più volte modificato; situato in cantoria, è caratterizzato da una cassa lignea riccamente ornata da fra' Raffaele da Brescia nel 1525, con mostra in cinque campate.
Nella cella del campanile è alloggiato un concerto di quattro campane fuse dalla fonderia Lucio Broili di Udine nel 1958, intonate in La3 maggiore (La3-Si3-Do#4-Mi4). Le campane (montate "a slancio") sono completamente elettrificate e suonano a distesa, senza la possibilità del tradizionale suono manuale "a doppio" da parte dei campanari.
In epoca napoleonica, diverse opere d'arte furono trasferite in Francia, nell'ambito delle spoliazioni napoleoniche. Secondo il catalogo pubblicato nel Bulletin de la Société de l'art français del 1936, delle 31 opere d'arte provenienti da Bologna ed inviate in Francia nel luglio 1796, solo 16 fecero ritorno in Italia dopo il Congresso di Vienna. Tra queste non vi era ad esempio il San Bernardo che riceve la regola dalla Vergine, dipinto dal Guercino, che rimase in Francia ma venne distrutto in un incendio a Bordeaux nel 1871.

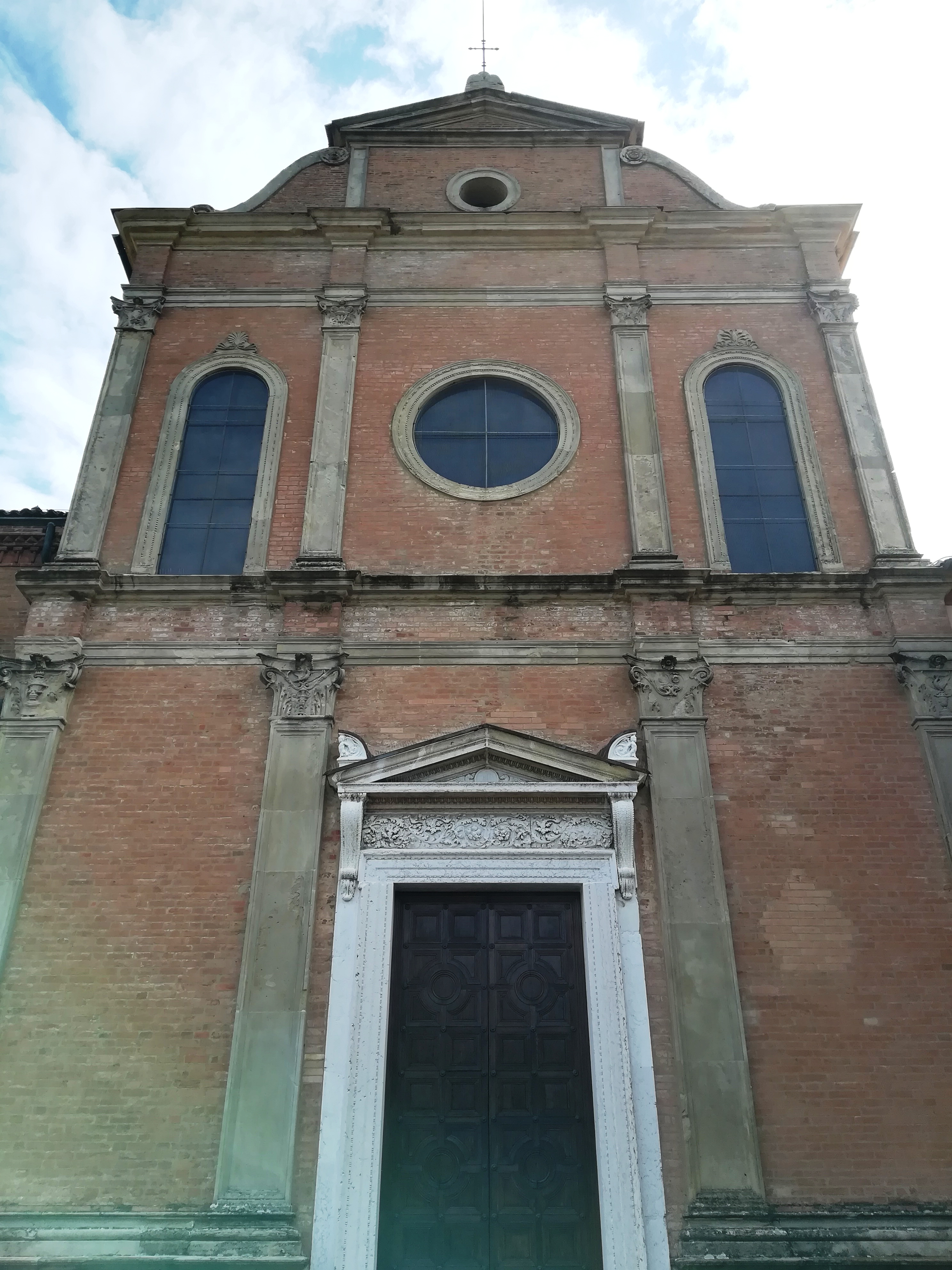
Facciata della chiesa
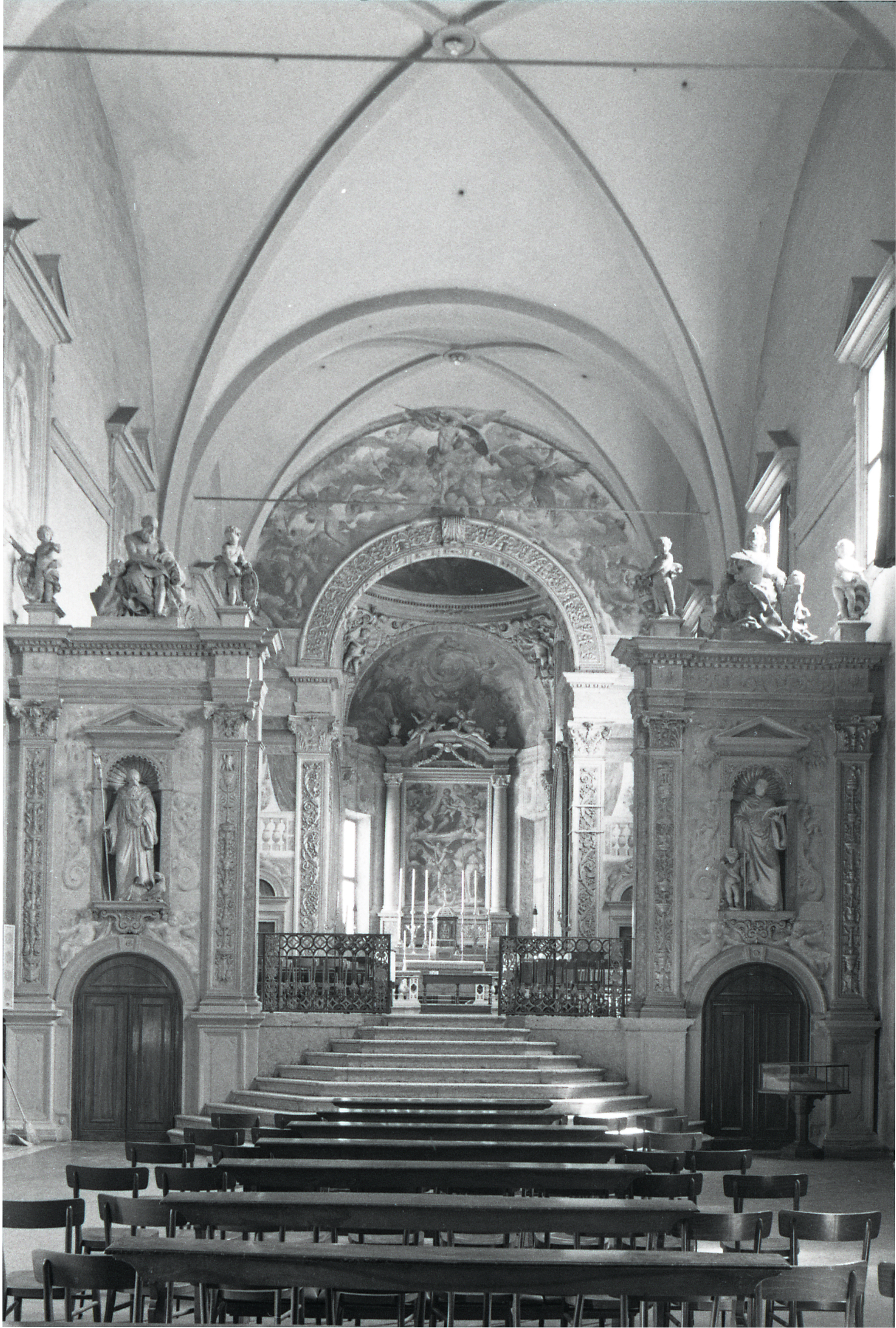
L'interno della chiesa. Foto di Paolo Monti, 1973.
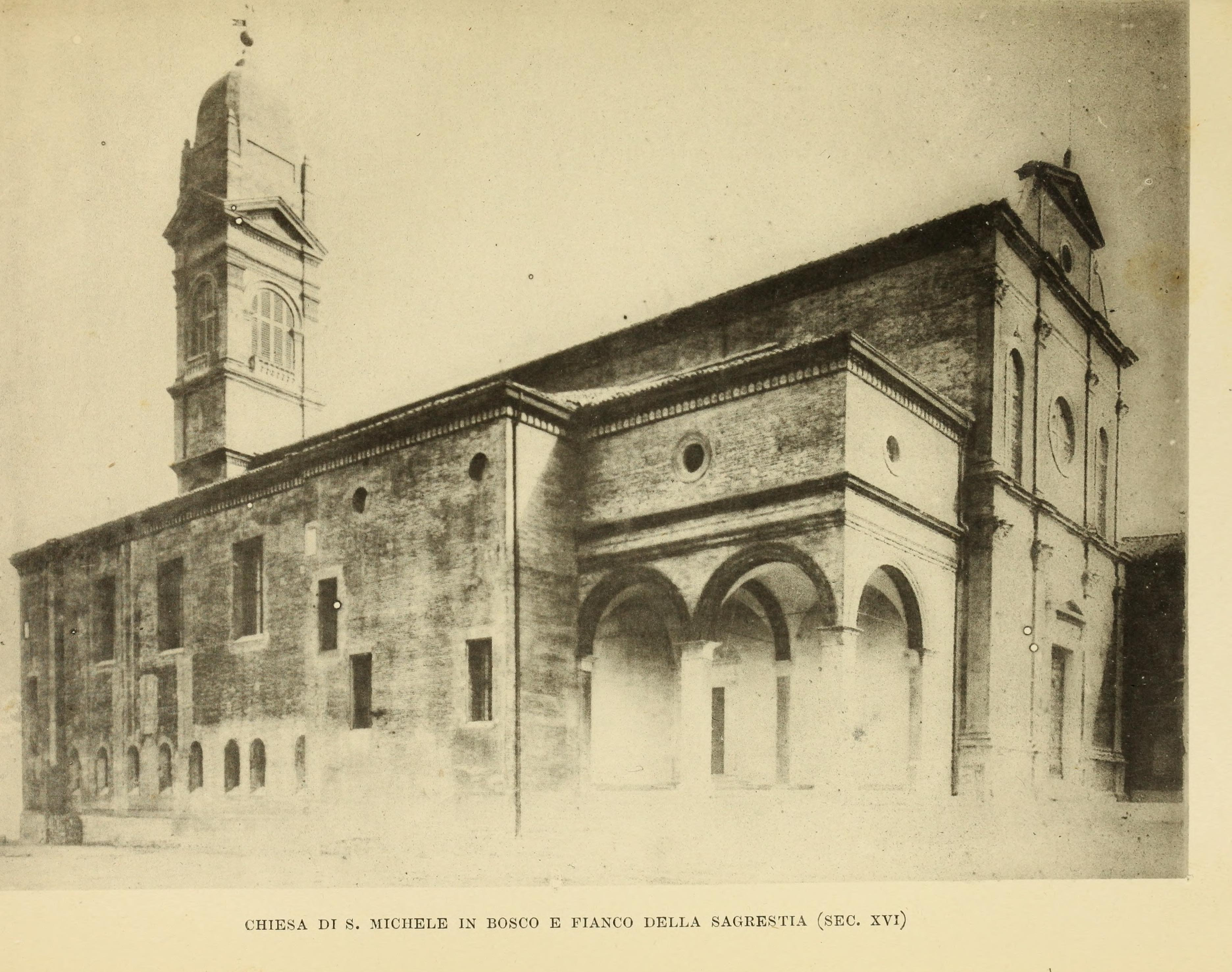
La chiesa di San Michele in Bosco e fianco della sagrestia. Foto di Pietro Poppi, 1895.
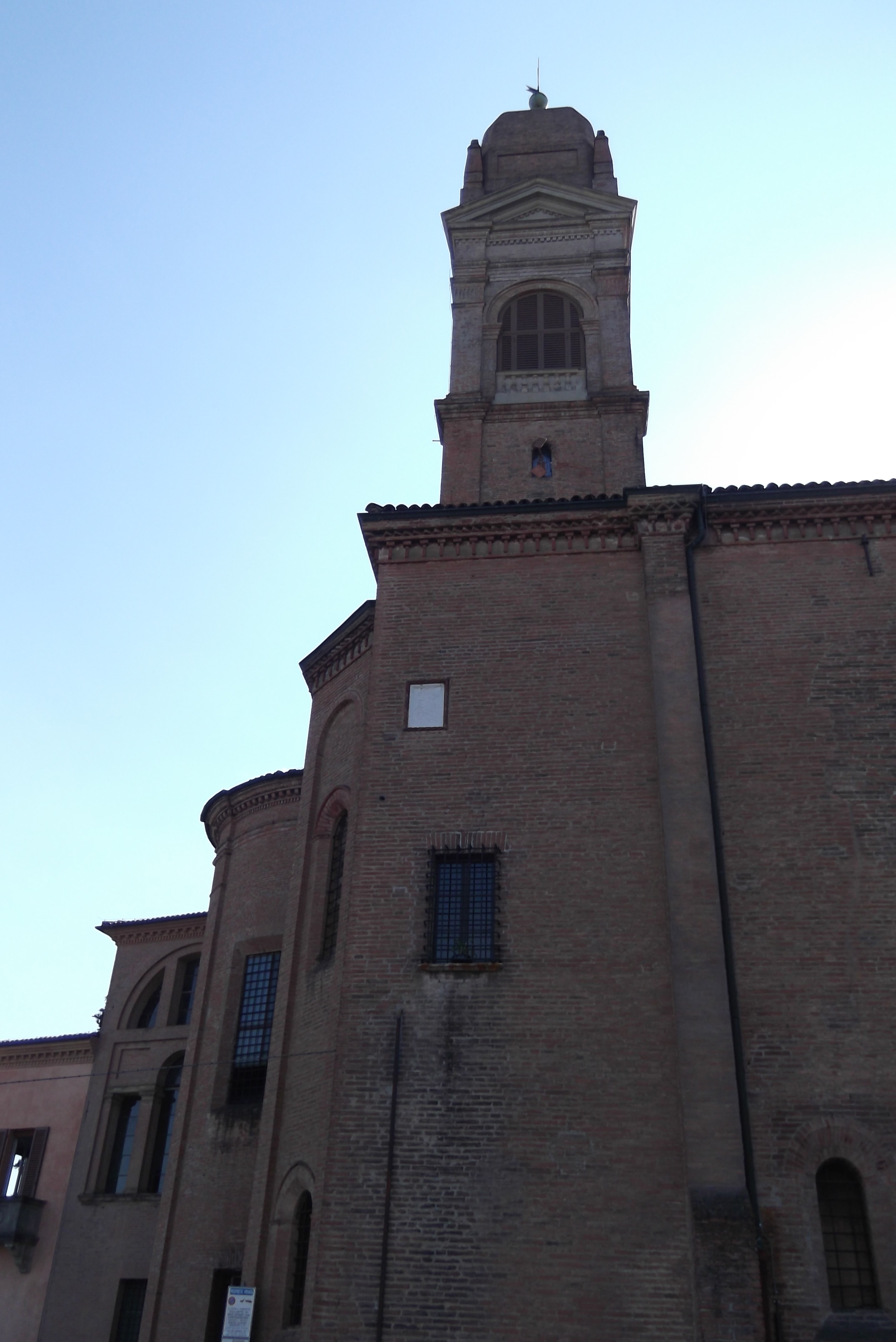
Esterno della chiesa, campanile

## Monastero e chiostro ottagonale
Il monastero venne terminato successivamente alla chiesa: sappiamo che nel 1539-1540 Giorgio Vasari dipinse alcuni affreschi e tre tavole per il refettorio (di cui una dispersa e le altre due trasferite alla Pinacoteca Nazionale di Bologna, oggi rimane in loco solo una copia), mentre nel 1567 fu completato un braccio laterale del dormitorio. In seguito il progetto passò quasi esclusivamente nelle mani di Pietro Fiorini, che nel 1588 completò lo scalone, nel 1590 il chiostro del Pino (poi decorato da Cesare Baglioni) e nel 1592 la foresteria.
Una delle caratteristiche più peculiari del complesso è il chiostro ottagonale, un unicum nel panorama monastico bolognese, realizzato sempre su disegno del Fiorini tra il 1602 e il 1603 e affrescato da Ludovico Carracci e di alcuni suoi allievi, fra cui Alessandro Albini (anche se gli affreschi oggi sono in parte perduti).

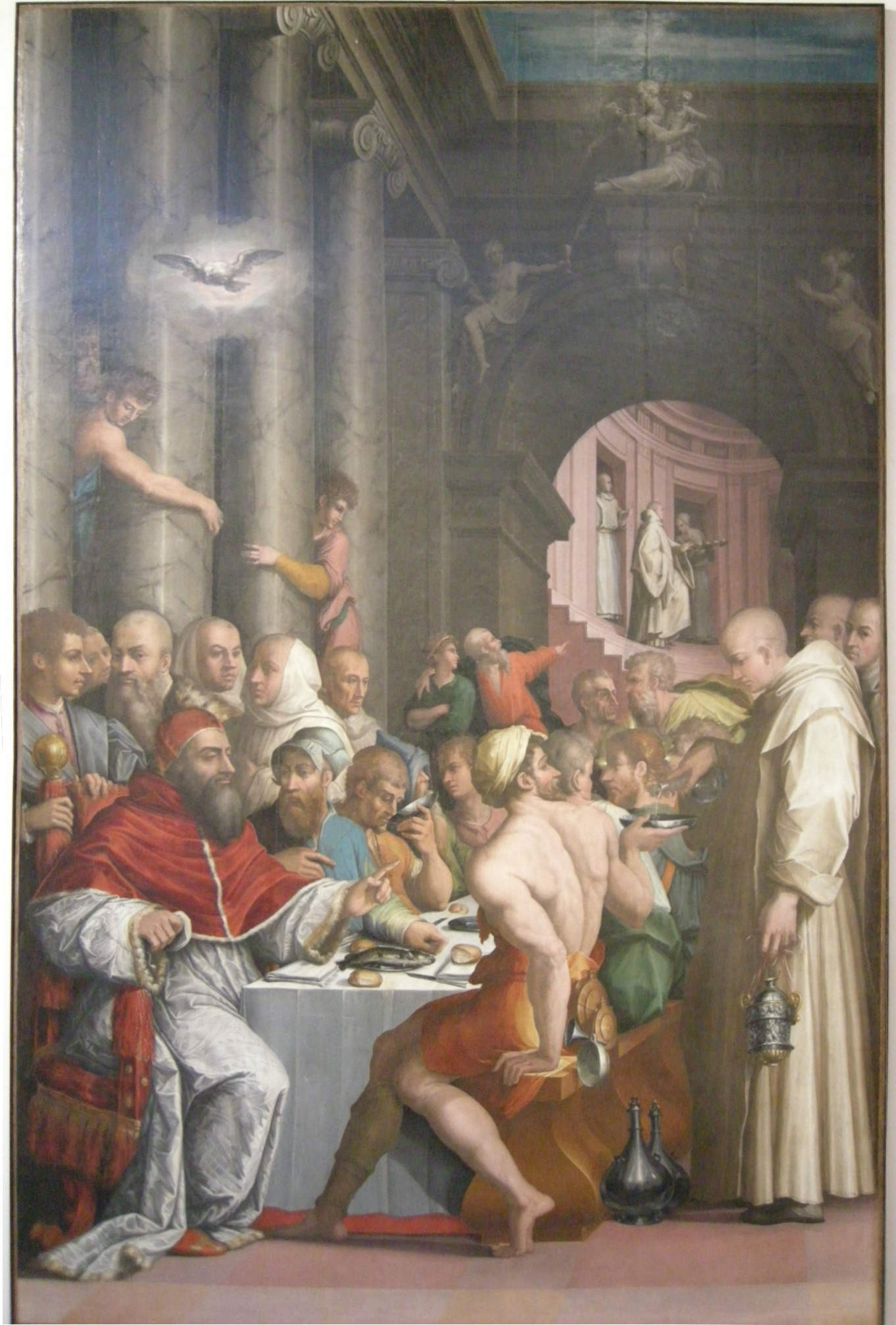
Giorgio Vasari, Cena di San Gregorio Magno, originariamente nel refettorio e oggi nella Pinacoteca Nazionale
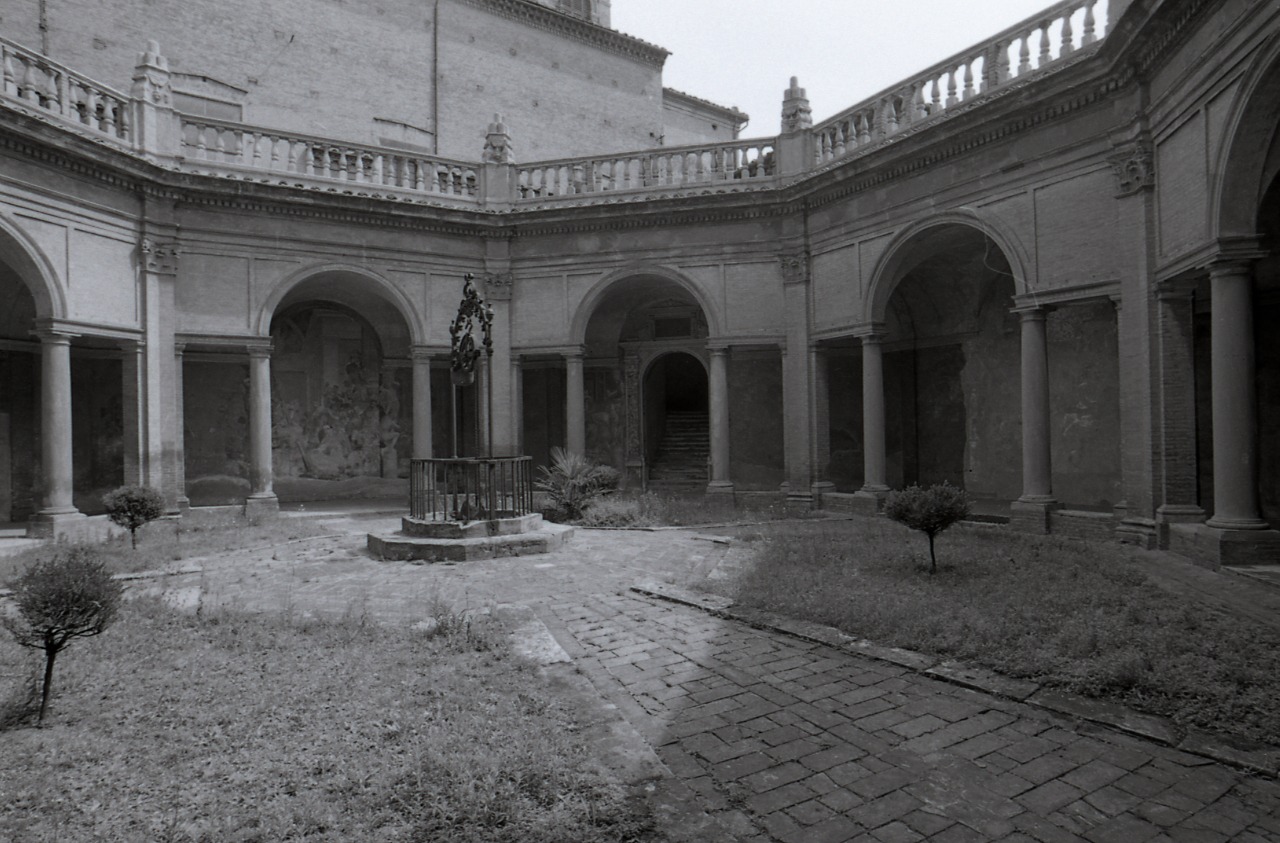
Il chiostro ottagonale. Foto di Paolo Monti, 1971.
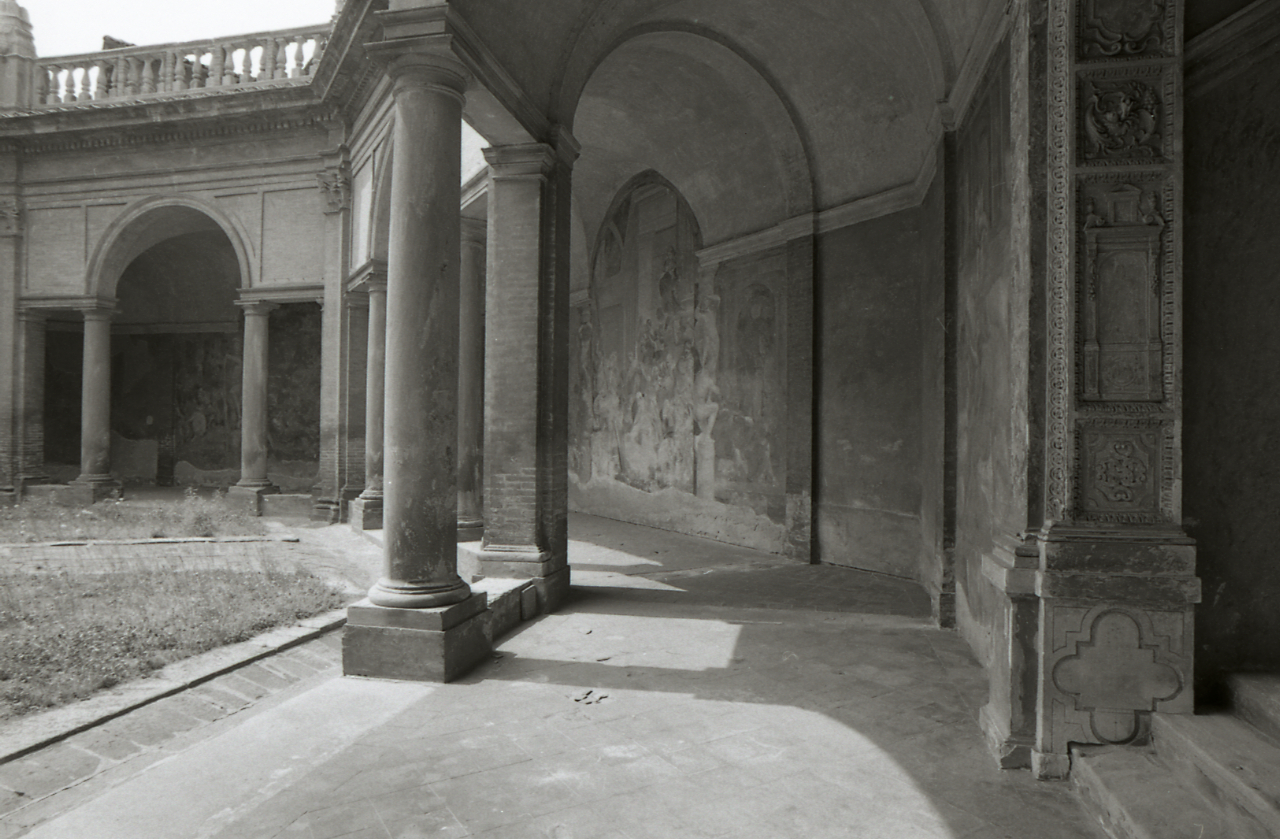
Decorazioni e affreschi nel chiostro. Foto di Paolo Monti, 1971.

## Effetto cannocchiale
Il corridoio monumentale del complesso architettonico di San Michele in Bosco, assieme alla celebre Torre degli Asinelli, danno luogo ad una famosa illusione percettiva nota come “effetto cannocchiale” ("vista paradox" nella nomenclatura scientifica internazionale).

Vista della Torre degli Asinelli dalla finestra del corridoio monumentale del complesso architettonico di San Michele in Bosco. Foto di Alessandro Orefice Campogrande.

L’illusione consiste nel paradossale ingrandimento percettivo della torre che avviene quando l’osservatore si allontana da essa indietreggiando nel corridoio. Specularmente, la torre appare invece rimpicciolita quando l’osservatore le si avvicina percorrendo il corridoio.
Questa antica illusione è stata recentemente riscoperta e studiata scientificamente da Marco Costa e Leonardo Bonetti dell’Università di Bologna.

## Belvedere
Nel 2010 il restauro del sottostante Giardino Remo Scoto o ex parco di San Michele in Bosco, riportato alle forme tardo-ottocentesche, ha liberato il grande belvedere antistante la chiesa, permettendo nuovamente la vista della città, prima ostacolata dalle chiome degli alberi.

## Trasporti
Tra il 1888 e il 1889, San Michele in Bosco fu collegata ai Giardini Margherita tramite la funicolare di San Michele in Bosco, inaugurata in occasione della Grande esposizione emiliana.
Il complesso è raggiungibile grazie alla linea bus urbana 30 di TPER, che effettua il percorso Sostegno - San Michele in Bosco, scendendo quindi all'ultima fermata denominata come il monastero.